# بطوس
بُطُّوس (الاسم العلمي: Pothos )، جنس نباتات من فصيلة اللوفية. أنواعها المعروفة عديدة، مواطنها في الصين وشبه القارة الهندية وأستراليا وغينيا الجديدة وجنوب شرق آسيا والعديد من جزر المحيط الهادئ والمحيط الهندي.